# Sagamihara Regio
La Sagamihara Regio è una struttura geologica della superficie di 25143 Itokawa.